# Лауэнштайн, Кристоф
Кристоф Лауэнштайн (нем. Christoph Lauenstein; род. 20 марта 1962, Хильдесхайм) — немецкий аниматор и продюсер, один из братьев-близнецов Лауэнштайн (см. Вольфганг Лауэнштайн).

## Биография
В 1985 году братья поступили в школу изобразительных искусств в Гамбурге, Германия. В 1989 году создали анимационный короткометражный фильм «Баланс». Эта работа получила премию «Оскар» в категории короткометражных анимационных фильмов. Также Лауэнштайны создали ряд анимационных рекламных роликов, в том числе заставки для телеканала MTV.

## Фильмография
- 1980 — Подружка (The Girlfriend (Die Freundin))
- 1984 — Обходным путём (The Sidetrip (Der Abstecher))
- 1986 — Питекантроп (Pithecanthropus Erectus)
- 1989 — Баланс (Balance)
- 1989 — Дорожная песня (Songlines)
- 2006 — Осень (The Fall)